# Kултурни центар Велико Градиште
Kултурни центар Велико Градиште је установа у области културе, основан је 1. јануара 1999. године. Од првог дана негује и развија аматерско стваралаштво и успео је, својим радом, да окупи велики број заљубљеника и поштовалаца лепе мисли, писане речи и уметничко-сценског приказа.
У оквиру установе активно ради Ансамбл народних игара и песама „Властимир Павловић Царевац” и Аматерско позориште „Жанка Стокић”.
Kултурни центар је организатор смотри и манифестација и то:
- Смотра сценског стваралаштва деце Браничевског округа (април),
- Међуокружна смотра дечијих фолклорних ансамбала за Браничевски и Подунавски округ у стилизованом фолклору (јун),
- Музички фестивал „Царевчеви дани” (јул),[2]
- Пасуљијада „Градиштанац” (август).

Kултурни центар сарађује и са другим установама културе у општини, пружајући логистику у реализацији програма и активности. Рад установе заснива се на бази реципроцитета – размени програма са другим установама културе. На сцени Kултурног центара изведене су бројне позоришне и музичке представе истакнутих српских и иностраних уметника.
Градиштанска установа културе носилац је Општинске награде, као и бројних награда из земље и иностранства.